# Irénée Lussier
Pour les articles homonymes, voir Lussier.
Irénée Lussier, né à Montréal le 16 avril 1904 et mort le 27 juillet 1973 , est un ecclésiastique et éducateur canadien, initiateur au Québec de la pédagogie nouvelle, qui a notamment été recteur de l'université de Montréal (1955-1965).

## Biographie
Irénée Lussier a fait ses études au Grand Séminaire de Montréal où il obtient en 1926 un diplôme de bachelier en droit canon et une licence en théologie. 
Ordonné prêtre en 1930, il part ensuite en Europe poursuivre sa formation universitaire. En 1946, il est nommé professeur agrégé à l'Université de Montréal. Il est un des fondateurs de la Société de pédagogie de Montréal. Il fait partie du Conseil de l'Organisation mondiale pour l'éducation préscolaire, qui a son siège social à Paris. Il devient en 1955 recteur de l'Université de Montréal, fonction qu'il occupe jusqu'en 1965. 
Parallèlement à ses fonctions de recteur, Mgr Lussier est le premier président de l'AUPELF (1961-1966),. 
Il est récipiendaire de plusieurs doctorats honorifiques.
Il est le frère d'André Lussier.